# .in
.in為印度國家及地區頂級域（ccTLD）的域名。.in由印度国家互联网交换中心所创建的INRegistry负责管理。
此外，印度还有如下文字的IDN：
- ‎（阿拉伯文）
- （孟加拉文）
- （天城文）
- （泰卢固文）
- （古吉拉特文）
- （旁遮普文）
- （奥里亚文）
- （泰米尔文）

## 外部連結
- .in whois information from the Internet Assigned Numbers Authority website (out-of-date as of April 14, 2005)（页面存档备份，存于）
- Policies from the INRegistry website
- How India's .IN Domain Rouses from its Slumber（页面存档备份，存于）